# Михалково (Торопецкий район)
Михалково — исчезнувшая деревня Торопецкого района Тверской области. Располагалась на территории Пятницкого сельского округа (современное Скворцовское сельское поселение).

## География
Деревня была в юго-западной части района, в 25 километрах к юго-западу от города Торопец. Ближайшим населённым пунктом являлась деревня Мишино.

## История

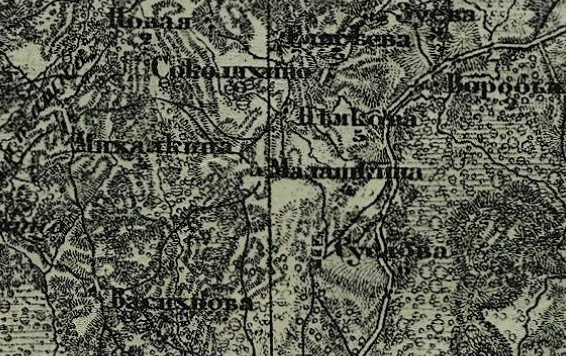
Окрестности деревни Михалкина на карте 19 века

Деревня впервые упоминается под названием Михалкина на топографической карте Фёдора Шуберта 1861—1901 годов. Имела 4 двора.
В списке населённых мест Псковской губернии за 1885 год значится деревня Михалково (№ 13445). Располагалась при ключе в 30 верстах от уездного города. Входила в состав Плотиченской волости Торопецкого уезда. Имела 4 двора и 29 жителей.
На карте РККА 1923—1941 годов обозначена деревня Михалково. Имела 4 двора.
Упразднена в 2001 году.